# All of This
«All of This» —en español: «Todo esto»— es una canción de la banda estadounidense Blink-182, incluida en su quinto álbum de estudio, Blink-182, publicado en 2003. La canción cuenta con la colaboración del líder de The Cure, Robert Smith; una de las bandas más influyentes de Blink-182. «All of This» fue escrita por Tom DeLonge y coescrita por Robert Smith, mientras que el encargado en su producción fue Jerry Finn. Es una de las canciones más oscuras y maduras del álbum, confirmando el cambio de tendencia a un rock más maduro, muy alejado de sus primeros grandes éxitos. A fines de 2004, la banda discutió la posibilidad de lanzar la canción como el quinto sencillo de su álbum homónimo, sin embargo, los planes se suspendieron cuando la banda anunció su «descanso indefinido» a principios de 2005.

## Créditos
| - Mark Hoppus – bajo - Tom DeLonge – voz, guitarra - Travis Barker – batería - Jerry Finn – productor | - Robert Smith – voz principal - John Morrical – teclado - Tom Lord-Alge – mezcla |